# Marcelo Elizaga
Marcelo Ramón Elizaga (Morón, 19 april 1972) is een voormalig Ecuadoraans profvoetballer die actief was als doelman en werd geboren in Argentinië. Hij beëindigde zijn actieve loopbaan in 2012 bij de Ecuadoraanse club Deportivo Quito.

## Clubcarrière
Elizaga begon zijn professionele loopbaan in 1992 bij CA Nueva Chicago. Hij speelde vervolgens voor onder meer CA Lanús, Quilmes AC, Club Sport Emelec en Deportivo Quito. Met die laatste club won hij in 2011 de landstitel. Hij werd in 2009 uitverkoren tot beste speler en beste doelman van de hoogste afdeling, de Campeonato Ecuatoriano de Fútbol.

## Interlandcarrière
Onder leiding van bondscoach Luis Fernando Suárez maakte Elizaga zijn debuut voor Ecuador op 23 mei 2007 in de vriendschappelijke wedstrijd tegen Ierland (1-1) in New Jersey. Hij nam met Ecuador tweemaal deel aan de strijd om de Copa América: 2007 en 2011. Elizaga speelde in totaal 23 interlands voor zijn tweede vaderland.

## Erelijst
Deportivo Quito
- Campeonato Ecuatoriano

2011